# Leptothorax pocahontas
Leptothorax pocahontas is een mierensoort uit de onderfamilie van de Myrmicinae. De wetenschappelijke naam van de soort is voor het eerst geldig gepubliceerd in 1979 door Buschinger.
De soort werd ontdekt in Maligne Canyon nabij Jasper in Alberta (Canada).
Ze is genoemd naar de Powhatan-prinses Pocahontas.